# تپه تمراب
تپه تمراب مربوط به دوران‌های تاریخی پس از اسلام است و در شهرستان سلماس، روستای تمر واقع شده و این اثر در تاریخ ۲۵ اسفند ۱۳۸۰ با شمارهٔ ثبت ۵۰۷۵ به‌عنوان یکی از آثار ملی ایران به ثبت رسیده است.